# Haut Valromey
Haut Valromey is een gemeente in het Franse departement Ain in de regio Auvergne-Rhône-Alpes, die deel uitmaakt van het arrondissement Belley.

## Geschiedenis
De gemeente is op 1 januari 2016 ontstaan door de fusie van de gemeenten Le Grand-Abergement, Hotonnes, Le Petit-Abergement en Songieu en heeft de status van commune nouvelle. Haut Valromey telde op 1 januari 2022 777 inwoners.
Op 1 januari 2025 werd Haut Valromey uitgebreid met de gemeente Ruffieu.

## Geografie
De oppervlakte van Haut Valromey bedroeg op 1 januari 2022 121,88 vierkante kilometer; de bevolkingsdichtheid was toen 6,4 inwoners per km².
De onderstaande kaart toont de ligging van Haut Valromey met de belangrijkste infrastructuur en aangrenzende gemeenten.

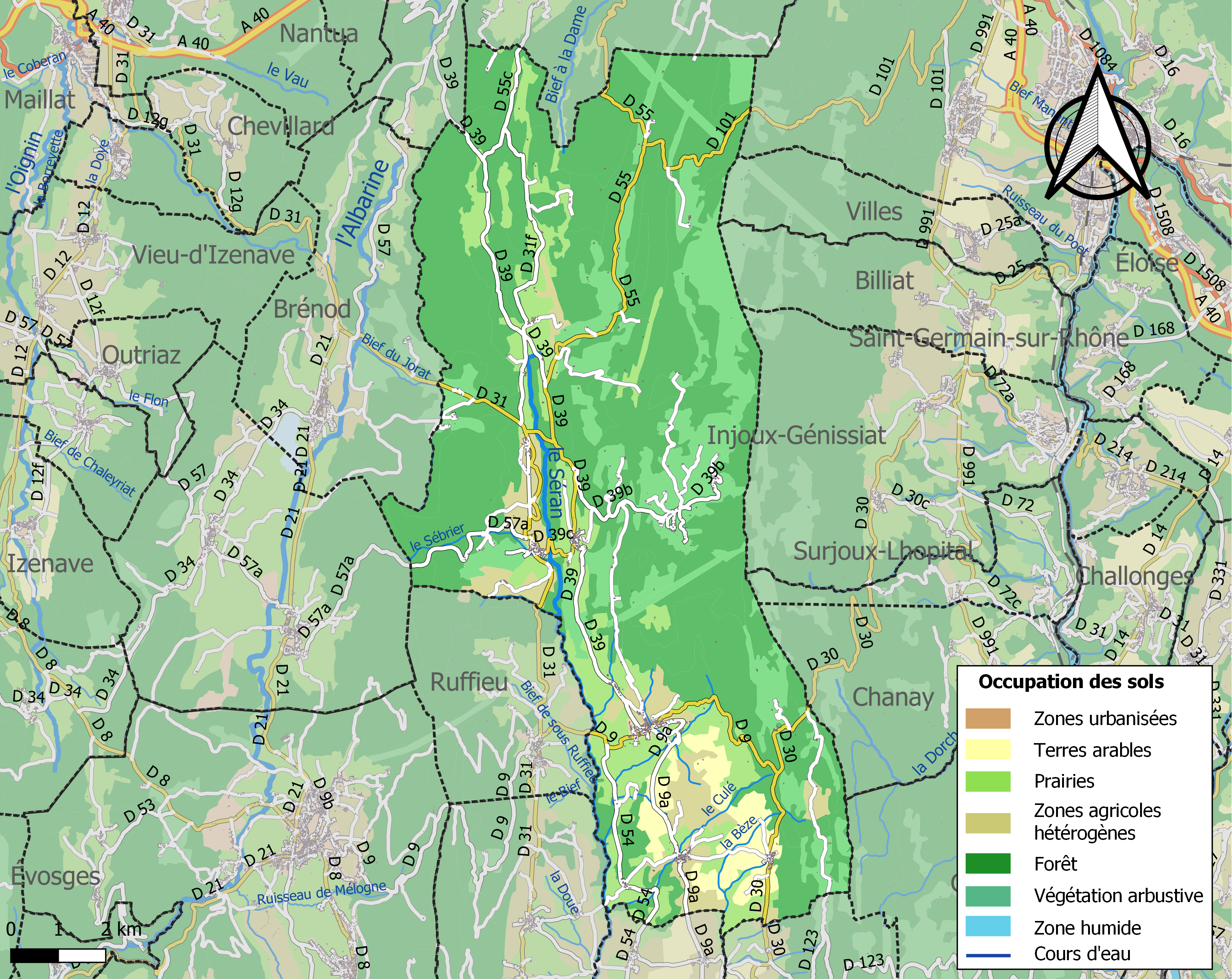